# Conicorbitolina
Conicorbitolina es un género de foraminífero bentónico de la subfamilia Orbitolininae, de la familia Orbitolinidae, de la superfamilia Orbitolinoidea, del suborden Orbitolinina y del orden Loftusiida. Su especie tipo es Orbitolites conica. Su rango cronoestratigráfico abarca desde el Vraconniense (Cretácico inferior) hasta el Cenomaniense (Cretácico superior).

## Discusión
Clasificaciones previas incluían Conicorbitolina en el suborden Textulariina del orden Textulariida o en el orden Lituolida.

## Clasificación
Conicorbitolina incluye a las siguientes especies:
- Conicorbitolina conica †
- Conicorbitolina corbarica †
- Conicorbitolina moulladei †